# Хоув, Кевин ван
Ке́вин ван Хоув-Спельтинс (англ. Kevin Van Hove-Speltincx, род. 15 октября 1983 года) — бельгийский профессиональный игрок в снукер.

## Карьера
Начал играть в снукер в 14 лет. В сезоне 2001/02 выиграл чемпионат Бельгии среди игроков до 21 года. В сезоне 2002/03 стал финалистом турнира Continental Team Cup, а в 2004 стал чемпионом Бельгии. В том же году Кевин дебютировал в челлендж-туре — отборе к мэйн-туру, и занял там 83 место. В 2007 он выиграл чемпионат Европы и EBSA International Open (Main Tour Play Offs) — турниры, дающие право выступить в мэйн-туре на следующий сезон, и соответственно, получить статус профессионала. Однако свой первый сезон он провёл не очень удачно, и в итоге выбыл в сменивший челлендж-тур дивизион PIOS.